# Leptanthicus staphyliniformis
Leptanthicus staphyliniformis is een keversoort uit de familie snoerhalskevers (Anthicidae). De wetenschappelijke naam van de soort is voor het eerst geldig gepubliceerd in 1958 door Werner.